# Atractiella macrospora
Atractiella macrospora är en svampart som först beskrevs av Penz. & Sacc., och fick sitt nu gällande namn av R.T. Moore 1987. Atractiella macrospora ingår i släktet Atractiella och familjen Phleogenaceae.   Inga underarter finns listade i Catalogue of Life.